# Politechnika Świętokrzyska
Politechnika Świętokrzyska (PŚk) – polska publiczna uczelnia techniczna z siedzibą w Kielcach, założona w 1965 r.
Powstała jako Kielecko-Radomska Wieczorowa Szkoła Inżynierska. W 1967 r. została przekształcona w Kielecko-Radomską Wyższą Szkołę Inżynierską, a w 1974 – po uzyskaniu w 1972 uprawnień do nadawania stopnia naukowego doktora nauk technicznych w zakresie budowy i eksploatacji maszyn – w Politechnikę Świętokrzyską. W 1978 r. wydzielono z niej Wyższą Szkołę Inżynierską w Radomiu. W XXI wieku zostały zmodernizowane budynki dydaktyczne i hale laboratoryjne PŚk, a do użytku oddano m.in. główną aulę wykładową (2010) oraz budynek Energis (2012) dla powstałego wówczas Wydziału Inżynierii Środowiska, Geomatyki i Energetyki. Uczelnia posiadała na przestrzeni lat zamiejscowe ośrodki kształcenia w wybranych miastach województwa świętokrzyskiego. W 2016 PŚk utworzyła w Sandomierzu Ośrodek Architektury i Humanistyki.
W strukturze organizacyjnej Politechniki Świętokrzyskiej znajduje się pięć wydziałów: Budownictwa i Architektury; Elektrotechniki, Automatyki i Informatyki; Inżynierii Środowiska, Geomatyki i Energetyki; Mechatroniki i Budowy Maszyn oraz Zarządzania i Modelowania Komputerowego. Jednostką WMiBM jest utworzone w 1996 w porozumieniu z Polską Akademią Nauk Centrum Laserowych Technologii Metali im. Henryka Frąckiewicza.
Politechnika Świętokrzyska prowadzi studia pierwszego i drugiego stopnia na 19 kierunkach i ponad 60 specjalnościach oraz studia trzeciego stopnia (doktoranckie) na czterech kierunkach. Uczelnia uprawniona jest do nadawania stopnia naukowego doktora nauk technicznych w siedmiu dyscyplinach oraz do nadawania stopnia naukowego doktora habilitowanego nauk technicznych w czterech dyscyplinach: budowa i eksploatacja maszyn; budownictwo; elektrotechnika; inżynieria środowiska.
W Rankingu Szkół Wyższych „Perspektywy” 2018 PŚk została sklasyfikowana na miejscach 61–70. Najwyżej w tym rankingu znalazła się w 2011 i 2015, kiedy zajęła 49. pozycję. W webometrycznym rankingu uniwersytetów świata z lipca 2018, pokazującym zaangażowanie instytucji akademickich w istnieniu w sieci Web, PŚk zajęła na świecie 3371. miejsce pośród wszystkich typów uczelni.

## Nazwy
- 1965–1967: Kielecko-Radomska Wieczorowa Szkoła Inżynierska
- 1967–1974: Kielecko-Radomska Wyższa Szkoła Inżynierska
- od 1974: Politechnika Świętokrzyska[6]

## Historia

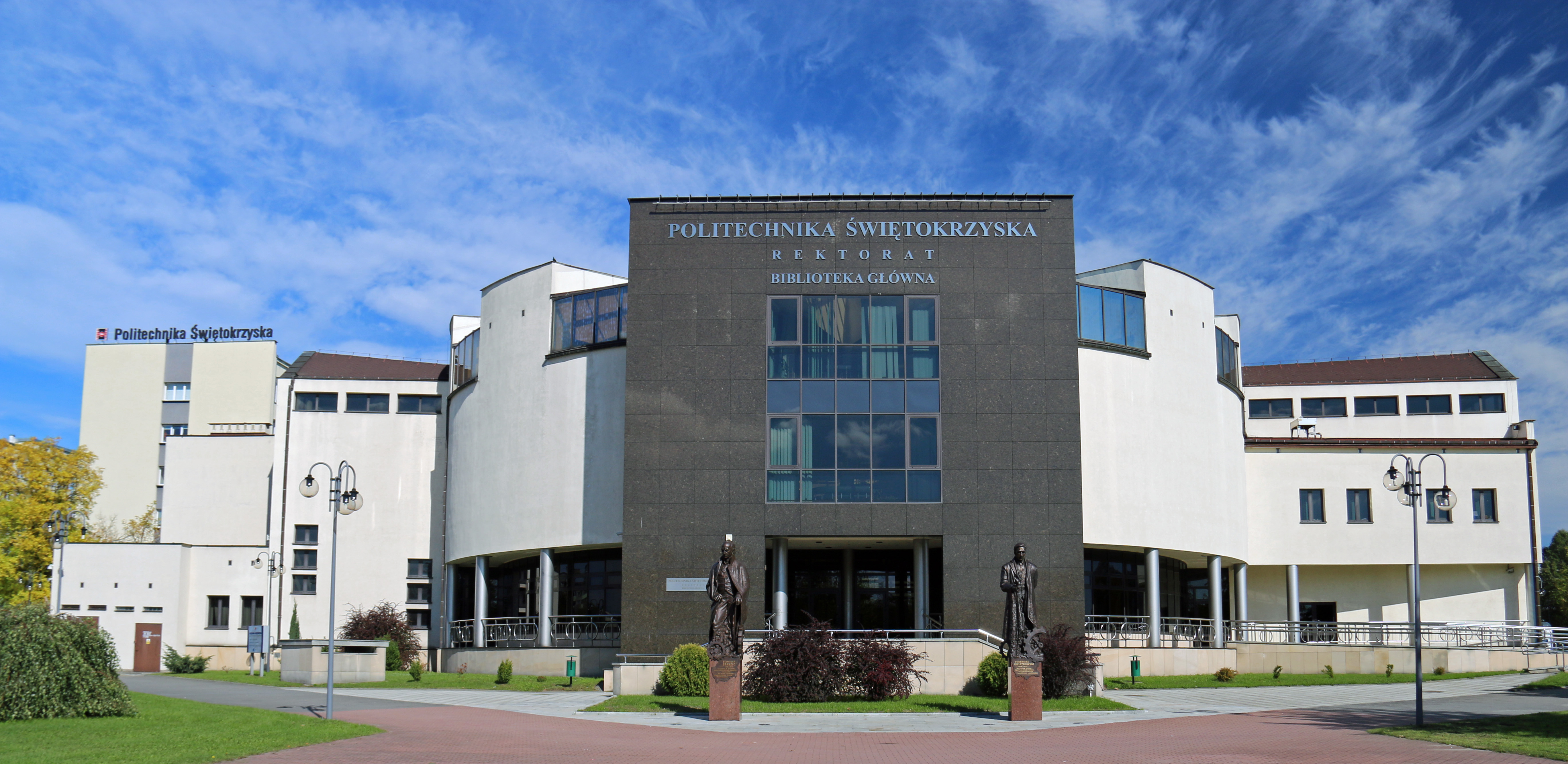
Gmach Rektoratu i Biblioteki PŚ oraz posągi Stanisława Staszica i Eugeniusza Kwiatkowskiego

Politechnika Świętokrzyska nawiązuje do tradycji działającej w Kielcach w latach 1816–1826 Akademii Górniczej (powstałej z inicjatywy Stanisława Staszica pierwszej uczelni technicznej na ziemiach polskich) oraz istniejącego w latach 1943–1945 Tajnego Uniwersytetu Ziem Zachodnich.
Na mocy rozporządzenia Rady Ministrów z 3 czerwca 1965, na bazie Ośrodka Studiów Wieczorowych i Zaocznych Akademii Górniczo-Hutniczej w Krakowie i Politechniki Krakowskiej oraz Wieczorowej Szkoły Inżynierskiej w Radomiu, powstała Kielecko-Radomska Wieczorowa Szkoła Inżynierska. W momencie utworzenia w strukturze organizacyjnej uczelni znajdowały się cztery wydziały: Mechaniczny w Kielcach z oddziałem w Radomiu; Elektryczny w Kielcach; Ogólnotechniczny w Kielcach z oddziałem ogólnotechnicznym w Radomiu oraz Garbarstwa z siedzibą w Radomiu. W 1967 uczelnię przekształcono w Kielecko-Radomską Wyższą Szkołę Inżynierską. Powołano wtedy pięć wydziałów, w tym Mechaniczny w Skarżysku-Kamiennej. W 1969 w Radomiu utworzono dwa nowe wydziały – Ekonomiczny i Transportu.
Na początku lat 70. w Kielcach oddano do użytku dwa nowo wybudowane budynki dydaktyczne dla Wydziału Mechanicznego i Wydziału Elektrycznego (C i D). W sierpniu 1972 Wydział Mechaniczny otrzymał uprawnienia do nadawania stopnia naukowego doktora nauk technicznych w dyscyplinie budowa i eksploatacja maszyn. W czerwcu 1974 nadano pierwszy stopień doktora (uzyskał go mgr inż. Paweł Lubecki). Wydarzenia te umożliwiły przekształcenie z dniem 1 października 1974 uczelni w Politechnikę Świętokrzyską. W roku akademickim 1975/1976 wprowadzono nową strukturę organizacyjną – w Kielcach zaczęły funkcjonować: Wydział Mechaniczny, Instytut Elektrotechniki i Instytut Budownictwa Lądowego (oba na prawach wydziału), zaś w Radomiu trzy instytuty na prawach wydziału. W 1978 wydzielono z Politechniki Świętokrzyskiej Wyższą Szkołę Inżynierską w Radomiu. Na PŚk utworzono wówczas trzy wydziały: Budownictwa Lądowego; Elektrotechniki i Automatyki oraz Mechaniczny.
W 1985, wraz z oddaniem do użytku budynku B, ukończono budowę kampusu uczelni. W 1989 uzyskano uprawnienia do nadawania stopnia naukowego doktora nauk technicznych w dyscyplinie budownictwo. W 1992 zbudowano sieć komputerową, która zapewniła wszystkim jednostkom organizacyjnym uczelni dostęp do Internetu. Na podstawie podpisanej 11 lipca 1996 umowy z Polską Akademią Nauk utworzono Centrum Laserowych Technologii Metali, którego budynek i halę laboratoryjną oddano do użytku w czerwcu 2000. Wcześniej, pod koniec lat 90., uczelnia otrzymała kolejne uprawnienia do nadawania stopni naukowych, w tym pierwsze prawo do habilitowania w dyscyplinie budowa i eksploatacja maszyn (1999). Z końcem 1998 przekształcono Wydział Mechaniczny w Wydział Mechatroniki i Budowy Maszyn.
W 2001 utworzono Wydział Zarządzania i Modelowania Komputerowego. W tym samym roku Polska Akademia Nauk przekazała w bezpłatne użytkowanie wyposażenie Centrum Laserowych Technologii Metali. W 2001 zmodernizowano i przebudowano też halę laboratoryjną Wydziału Elektrotechniki, Automatyki i Informatyki. W 2002 oddano do użytku nowy budynek klubu studenckiego „Pod Krechą”. W 2003 zaczęto porządkować sytuację własnościową terenów i obiektów uczelni. W 2004 utworzono Zamiejscowy Ośrodek Dydaktyczny Politechniki Świętokrzyskiej w Ostrowcu Świętokrzyskim. W 2005 otwarto kolejne tego typu ośrodki w Skarżysku-Kamiennej, Pińczowie i Sandomierzu. W 2007 zakończono rozpoczętą w 2004 modernizację i przebudowę hali laboratoryjnej Wydziału Mechatroniki i Budowy Maszyn. W 2008 powołano kolejne ośrodki zamiejscowe, tym razem w Busku-Zdroju i Połańcu.
W 2010 otwarto Laboratorium Komputerowych Pomiarów Wielkości Geometrycznych, doposażono także w urządzenie do obróbki laserowej Laboratorium Laserowe w Centrum Laserowych Technologii Metali. Również w 2010 oddano do użytku wyremontowany budynek dydaktyczny Wydziału Elektrotechniki, Automatyki i Informatyki oraz nowo wybudowaną aulę główną, mającą 623 miejsca (koszt inwestycji wyniósł 9 mln zł). W 2012 na bazie Wydziału Budownictwa i Inżynierii Środowiska utworzono Wydział Inżynierii Środowiska, Geomatyki i Energetyki; istniejącą jednostkę przekształcono w Wydział Budownictwa i Architektury. Dla nowo powstałego wydziału oddano do użytku w październiku 2012 warty 31 mln zł budynek Energis, w którym znalazły się 22 sale dydaktyczne i cztery laboratoria. W lutym 2013 otwarto wyremontowany i zmodernizowany budynek Wydziału Mechatroniki i Budowy Maszyn. W 2015, podczas obchodów 50-lecia uczelni, PŚk otrzymała od władz Kielc nowy sztandar z nowym godłem.

## Władze uczelni

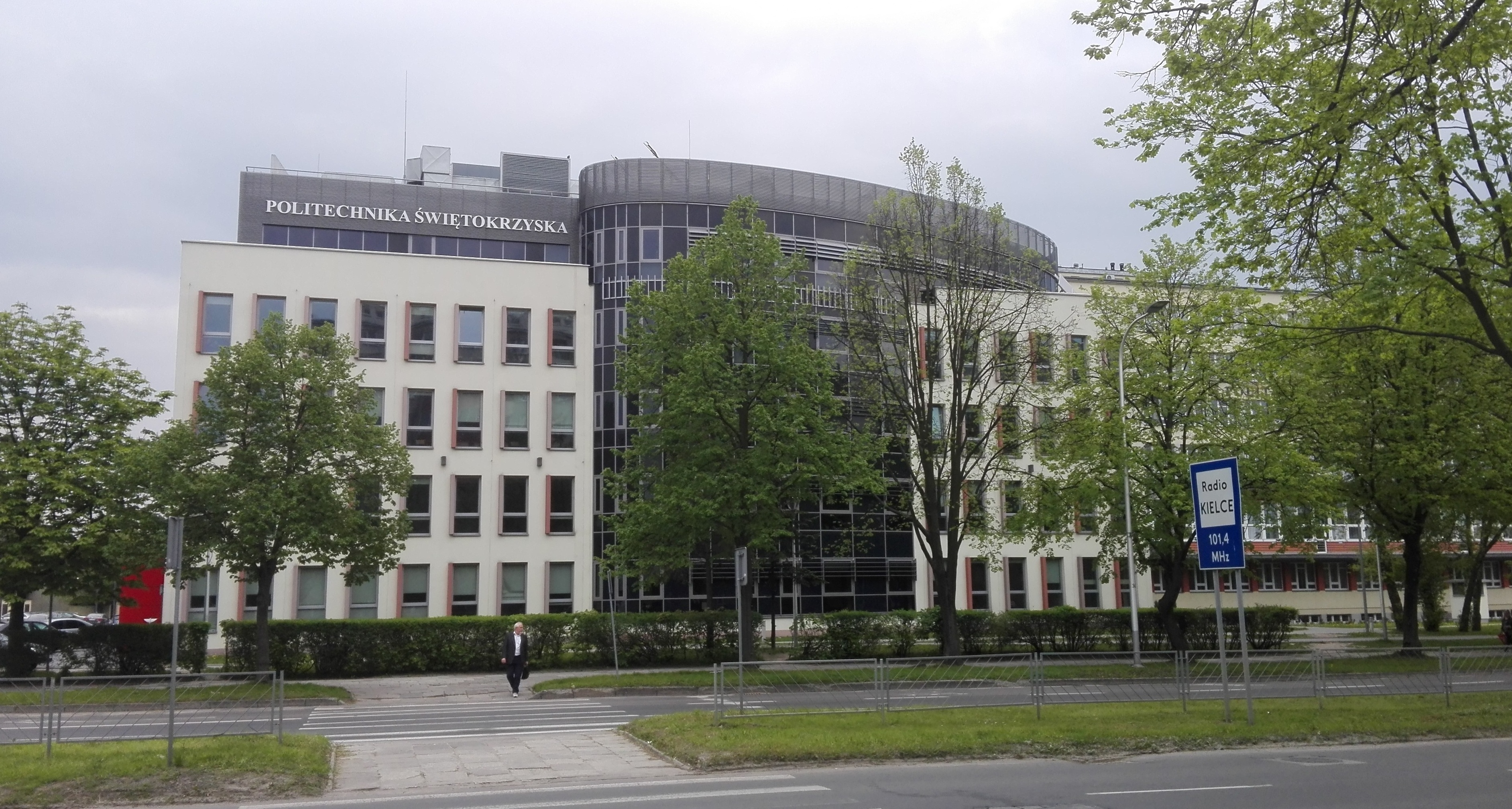
Utworzony w 2012 Wydział Inżynierii Środowiska, Geomatyki i Energetyki

Władze uczelni w kadencji 2020–2024:
- rektor: prof. dr hab. inż. Zbigniew Koruba
- prorektor ds. ogólnych: dr hab. inż. Izabela Krzysztofik, prof. PŚk
- prorektor ds. studenckich i dydaktyki: prof. dr hab. Artur Maciąg
- prorektor ds. nauki i rozwoju: dr hab. inż. Włodzimierz Makieła, prof. PŚk
- prorektor ds. badań i współpracy z podmiotami zewnętrznymi: prof. dr hab. inż. Marek Iwański

Dziekani wydziałów
- Wydział Budownictwa i Architektury: dr hab. inż. Grzegorz Świt, prof. PŚk
- Wydział Elektrotechniki, Automatyki i Informatyki: dr hab. inż. Roman Deniziak, prof. PŚk
- Wydział Inżynierii Środowiska, Geomatyki i Energetyki: prof. dr hab. inż. Tomasz Kozłowski
- Wydział Mechatroniki i Budowy Maszyn: dr hab. Jakub Takosoglu, prof. PŚk
- Wydział Zarządzania i Modelowania Komputerowego: dr hab. inż. Dariusz Bojczuk, prof. PŚk

## Struktura organizacyjna
| Ranking Uczelni | Ranking Uczelni |
| --------------- | --------------- |
| Rok             | Miejsce         |
| 2000            | 60.             |
| 2001            | 59.             |
| 2002            | 58.             |
| 2003            | 63.             |
| 2004            | 55.             |
| 2005            | 67.             |
| 2006            | 59.             |
| 2007            | 60.             |
| 2008            | 57.             |
| 2009            | 51.             |
| 2010            | 57.             |
| 2011            | 49.             |
| 2012            | 53.             |
| 2013            | 56.             |
| 2014            | 51.             |
| 2015            | 49.             |
| 2016            | 51.             |
| 2017            | 61.             |
| 2018            | 61.             |
| 2019            | 61.-70.         |
| 2020            | 71.-80.         |
| 2021            | 52.-60.         |
| 2022            | 52.-60.         |
| Źródło: PŚk.    |                 |

- Wydział Budownictwa i Architektury
  - Katedra Architektury i Urbanistyki (p.o. kierownika: dr hab. inż. arch. Lucjan Kamionka, prof. PŚk)
  - Katedra Inżynierii Komunikacyjnej (kierownik: prof. dr hab. inż. Marek Iwański)
  - Katedra Mechaniki, Konstrukcji Metalowych i Metod Komputerowych (p.o. kierownika: dr hab. inż. Urszula Radoń, prof. PŚk)
  - Katedra Technologii i Organizacji Budownictwa (kierownik: prof. dr hab. inż. Zdzisława Owsiak)
  - Katedra Wytrzymałości Materiałów, Konstrukcji Betonowych i Mostowych (kierownik: prof. dr hab. inż. Wiesław Trąmpczyński)

- Wydział Elektrotechniki, Automatyki i Informatyki
  - Akredytowane Laboratorium Elektrotechniki Pojazdowej (kierownik: dr hab. inż. Antoni Różowicz, prof. PŚk)
  - Katedra Elektrotechniki Przemysłowej i Automatyki (kierownik: dr hab. inż. Sławomir Karyś, prof. PŚk)
  - Katedra Informatyki, Elektroniki i Elektrotechniki (kierownik: prof. dr hab. inż. Marian Gorzałczany)
  - Katedra Systemów Informatycznych (kierownik: prof. dr hab. inż. Aleksander Jastriebow)

- Wydział Inżynierii Środowiska, Geomatyki i Energetyki
  - Katedra Fizyki Budowli i Energii Odnawialnej (kierownik: prof. dr hab. inż. Jerzy Zbigniew Piotrowski)
  - Katedra Geotechniki, Geomatyki i Gospodarki Odpadami (kierownik: prof. dr hab. inż. Maria Żygadło)
  - Katedra Technologii Wody i Ścieków (kierownik: prof. dr hab. Elżbieta Bezak-Mazur)
  - Katedra Sieci i Instalacji Sanitarnych (kierownik: prof. dr hab. inż. Andrzej Kuliczkowski)

- Wydział Mechatroniki i Budowy Maszyn
  - Centrum Laserowych Technologii Metali (dyrektor: prof. dr hab. inż. Bogdan Antoszewski)
    - Katedra Automatyki i Robotyki (kierownik: prof. dr hab. inż. Dariusz Janecki)
    - Katedra Inżynierii Eksploatacji i Przemysłowych Systemów Laserowych (kierownik: prof. dr hab. inż. Bogdan Antoszewski)

  - Katedra Mechaniki (kierownik: prof. dr hab. inż. Dariusz Ozimina)
  - Katedra Metaloznawstwa i Technologii Materiałowych (kierownik: dr hab. inż. Sławomir Spadło, prof. PŚk)
  - Katedra Podstaw Konstrukcji Maszyn (kierownik: dr hab. Ihor Dzioba, prof. PŚk)
  - Katedra Pojazdów Samochodowych i Transportu (kierownik: prof. dr hab. inż. Tomasz Lech Stańczyk)
  - Katedra Technik Komputerowych i Uzbrojenia (kierownik: prof. dr hab. inż. Zbigniew Koruba)
  - Katedra Technologii Mechanicznej i Metrologii (kierownik: prof. dr hab. inż. Stanisław Adamczak)

- Wydział Zarządzania i Modelowania Komputerowego
  - Katedra Ekonomii i Finansów (kierownik: dr hab. Marianna Kotowska-Jelonek, prof. PŚk)
  - Katedra Informatyki i Matematyki Stosowanej (kierownik: prof. dr hab. Krzysztof Grysa)
  - Katedra Inżynierii Produkcji (kierownik: dr hab. inż. Wacław Gierulski, prof. PŚk)
  - Katedra Matematyki i Fizyki (kierownik: prof. dr hab. Andrzej Okniński)
  - Katedra Zarządzania i Marketingu (kierownik: dr hab. Janusz Kot, prof. PŚk)

## Kierunki kształcenia
W roku akademickim 2021/2022 uczelnia prowadziła rekrutację na 21 kierunkach studiów i ponad 60 specjalnościach:
Wydział Budownictwa i Architektury
- architektura
- budownictwo

Wydział Elektrotechniki, Automatyki i Informatyki
- automatyka i elektrotechnika przemysłowa
- elektromobilność
- elektrotechnika
- energetyka
- informatyka
- teleinformatyka

Wydział Inżynierii Środowiska, Geomatyki i Energetyki
- geodezja i kartografia
- inżynieria środowiska
- odnawialne źródła energii

Wydział Mechatroniki i Budowy Maszyn
- automatyka i robotyka
- informatyka przemysłowa
- inżynieria bezpieczeństwa
- inżynieria środków transportu
- mechanika i budowa maszyn
- wzornictwo przemysłowe

Wydział Zarządzania i Modelowania Komputerowego
- ekonomia
- inżynieria danych
- logistyka
- zarządzanie i inżynieria produkcji

Uczelnia prowadzi również czteroletnie studia doktoranckie (trzeciego stopnia) na czterech kierunkach: budowa i eksploatacja maszyn; budownictwo; elektrotechnika oraz inżynieria środowiska.
W roku akademickim 2015/2016 o przyjęcie na studia ubiegało się ponad 1,9 tys. osób (na 1858 przygotowanych miejsc). Najchętniej wybieranymi kierunkami były: informatyka, budownictwo oraz geodezja i kartografia. Na dziewięciu kierunkach PŚk przyjęła więcej studentów niż zakładała, na pięciu – liczba przyjętych była zbliżona do limitu, a na kolejnych pięciu – odbiegała od niego. Najrzadziej wybieranymi kierunkami były wzornictwo przemysłowe oraz transport. W roku akademickim 2016/2017 na studia stacjonarne pierwszego i drugiego stopnia zarejestrowało się 1,9 tys. kandydatów, natomiast na zaoczne ok. 400 osób. Ponownie najchętniej wybieranymi kierunkami były: informatyka (350 osób), budownictwo (250 osób), geodezja i kartografia (162 osoby) oraz automatyka i robotyka (115 osób).
W roku akademickim 2014/2015 wręczono dyplom ukończenia studiów na PŚk o numerze 40 000.

## Uprawnienia do nadawania stopni naukowych

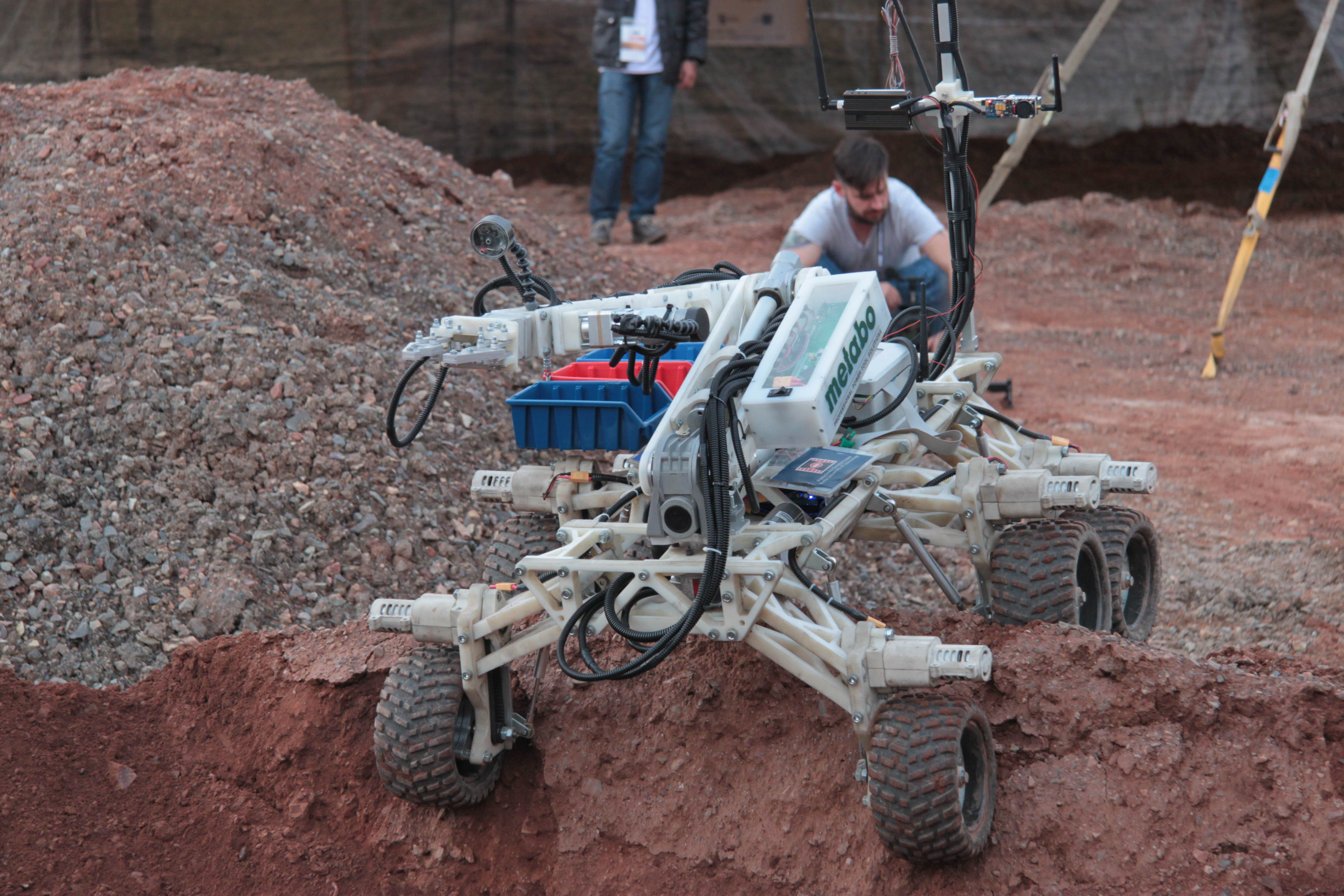
Łazik zespołu Impuls z Politechniki Świętokrzyskiej podczas zawodów European Rover Challenge (2015)

Politechnika Świętokrzyska posiada uprawnienia do nadawania stopnia naukowego doktora nauk technicznych w siedmiu dyscyplinach:
- automatyka i robotyka (od 2008)
- budowa i eksploatacja maszyn (od 1972)
- budownictwo (od 1989)
- elektrotechnika (od 1998)
- inżynieria produkcji (od 2011)
- inżynieria środowiska (od 2000)
- mechanika (od 1998)

Ponadto uczelnia uprawniona jest do nadawania stopnia naukowego doktora habilitowanego nauk technicznych w czterech dyscyplinach:
- budowa i eksploatacja maszyn (od 1999)
- budownictwo (od 2003)
- elektrotechnika (od 2010)
- inżynieria środowiska (od 2016[25])

Od momentu uzyskania pierwszych uprawnień w 1972 do połowy 2015 uczelnia wypromowała 279 doktorów nauk technicznych oraz 18 doktorów habilitowanych nauk technicznych. Złożyła także 17 wniosków zakończonych nadaniem tytułu naukowego profesora.

## Kampus

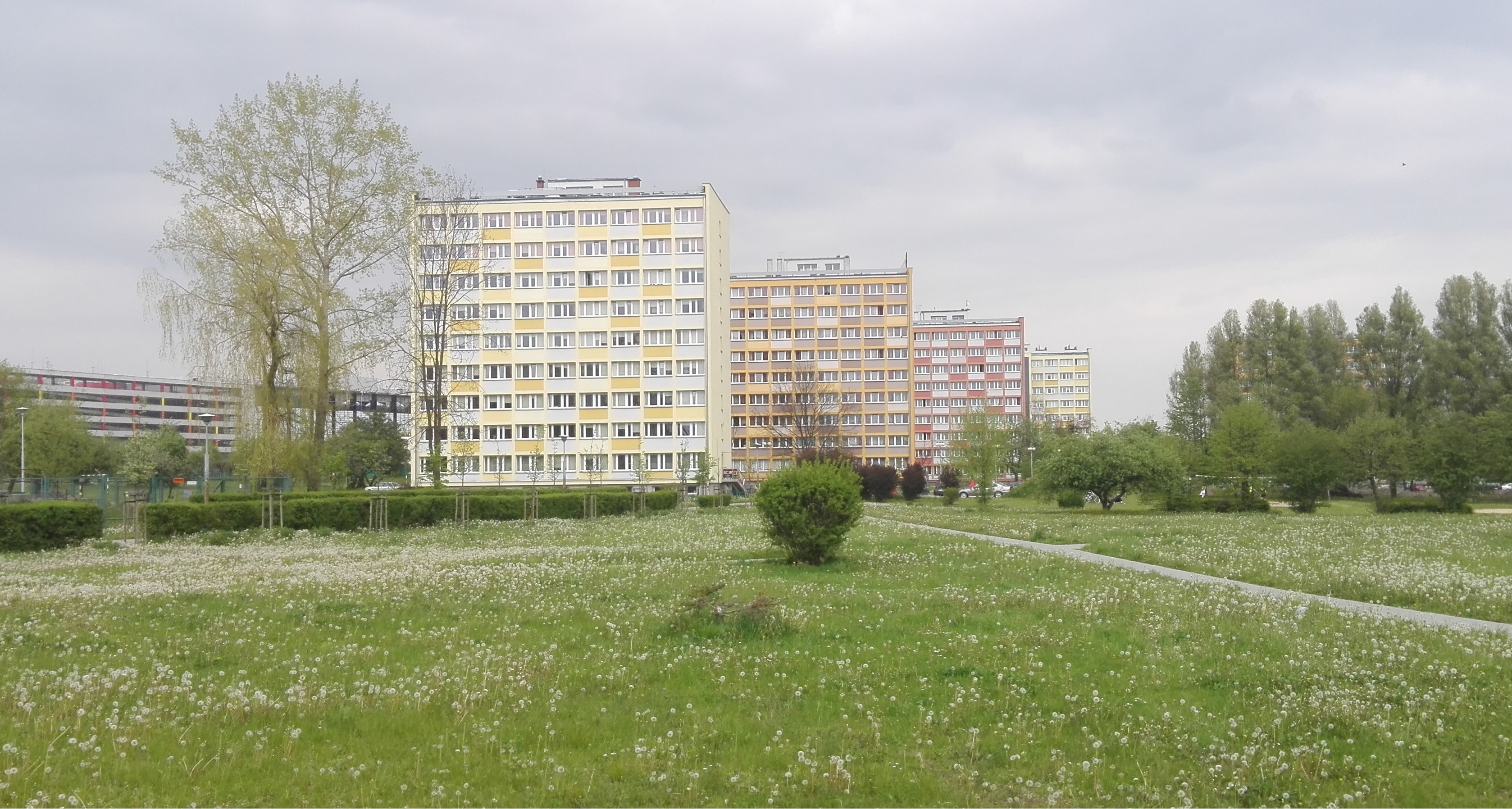
Domy studenckie Politechniki Świętokrzyskiej przy al. Tysiąclecia Państwa Polskiego w Kielcach

W latach 1965–1967 uczelnia mieściła się w Kielcach przy ul. Kościuszki, a w latach 1967–1970 miała swoją siedzibę w budynku przy ul. Szymanowskiego 5. W 1970 oddano do użytku pierwszy z budynków dydaktycznych przy al. Tysiąclecia Państwa Polskiego. Kolejne trzy w 1972, 1975 i 1985. W 2004 zakończono rozpoczętą w latach 90. budowę Biblioteki Głównej. W 2010 otwarto mogącą pomieścić ponad 600 osób aulę główną. W 2012 oddano do użytku przeznaczony dla Wydziału Inżynierii Środowiska, Geomatyki i Energetyki budynek Energis, w którym znalazły się 22 sale dydaktyczne i cztery laboratoria.
Baza lokalowa uczelni znajduje się na obszarze 22-hektarowego kampusu, ograniczonego od północy ul. Studencką, od wschodu – al. Solidarności, od południa – al. Tysiąclecia Państwa Polskiego i od zachodu ul. Warszawską. W kampusie znajdują się: pięć budynków dydaktycznych z halami laboratoryjnymi, Centrum Laserowych Technologii Metali, gmach rektoratu i Biblioteki Głównej, hala dydaktyczno-sportowa, aula główna, sześć domów studenckich oraz klub „Pod Krechą”. Ponadto w dzielnicy Dąbrowa, na powierzchni 2,75 ha, umiejscowione są hale laboratoryjne i budynki biurowo-dydaktyczne Wydziału Mechatroniki i Budowy Maszyn.
W 2015 na terenie kampusu Politechniki Świętokrzyskiej odsłonięto pomniki Stanisława Staszica i Eugeniusza Kwiatkowskiego.
Według stanu z 2015 Biblioteka Główna Politechniki Świętokrzyskiej gromadzi i udostępnia blisko 128 tys. egzemplarzy książek, ponad 9 tys. uczelnianych wydawnictw naukowych (zeszyty i prace naukowe) i ponad 35,5 tys. egzemplarzy czasopism w wersji drukowanej. Z ok. 80% zbiorów bibliotecznych użytkownicy mogą korzystać w ramach wolnego dostępu. W Bibliotece Głównej znajduje się 256 miejsc dla czytelników, 12 kabin do pracy indywidualnej i zespołowej oraz 96 stanowisk komputerowych.
W 2014 uczelnia nabyła wybudowany w latach 60. gmach Banku Spółdzielczego w Sandomierzu. Budynek poddano modernizacji, tworząc dwie sale dydaktyczne (dla 15 i 50 osób) oraz pensjonat z pokojami noclegowymi. W lutym 2016 otworzono w nim Ośrodek Architektury i Humanistyki, przeznaczony m.in. dla odbywających praktyki studentów kierunku architektura.

## Działalność studencka

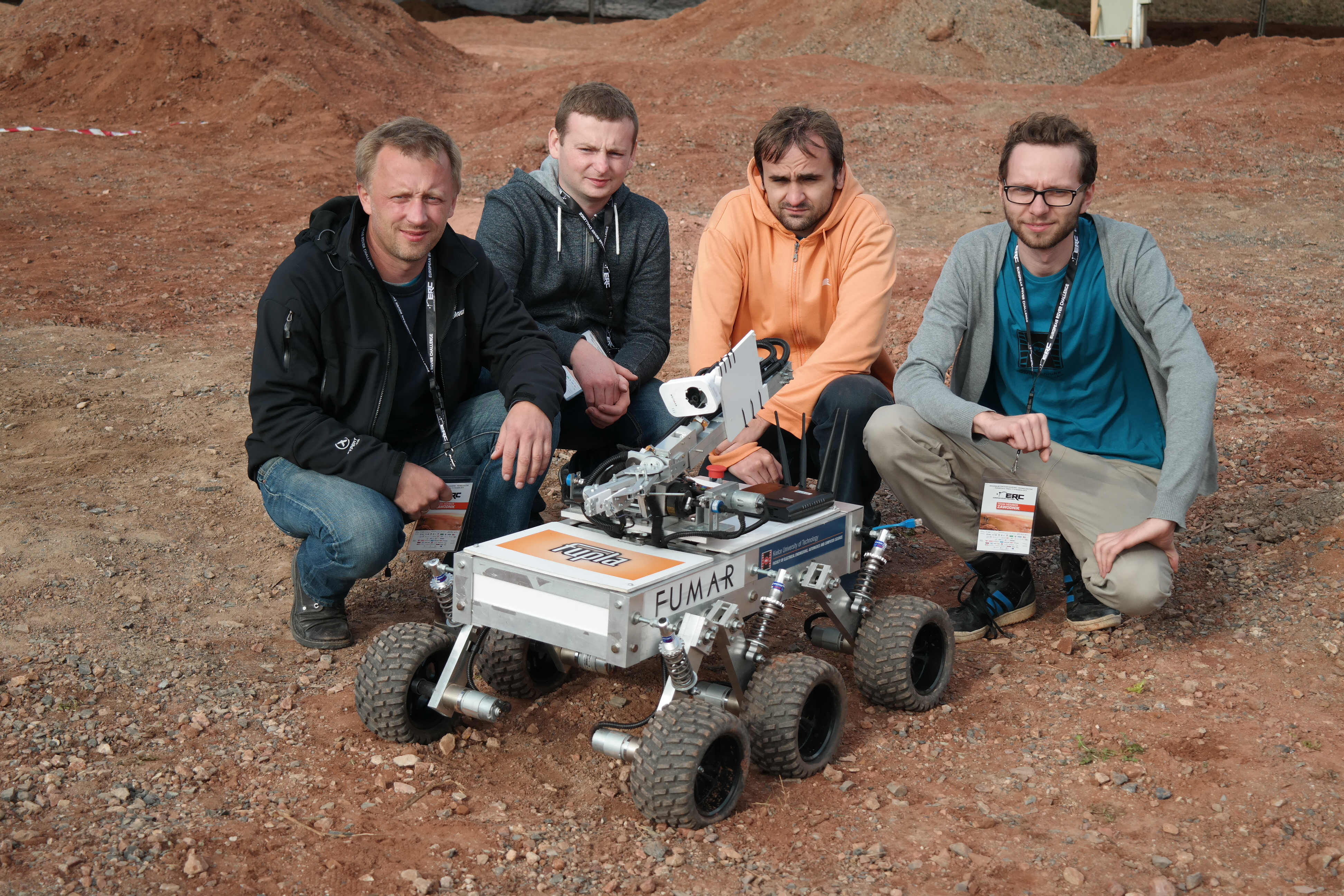
Zespół FUPLA z Politechniki Świętokrzyskiej z łazikiem FUMAR podczas zawodów European Rover Challenge (2015)

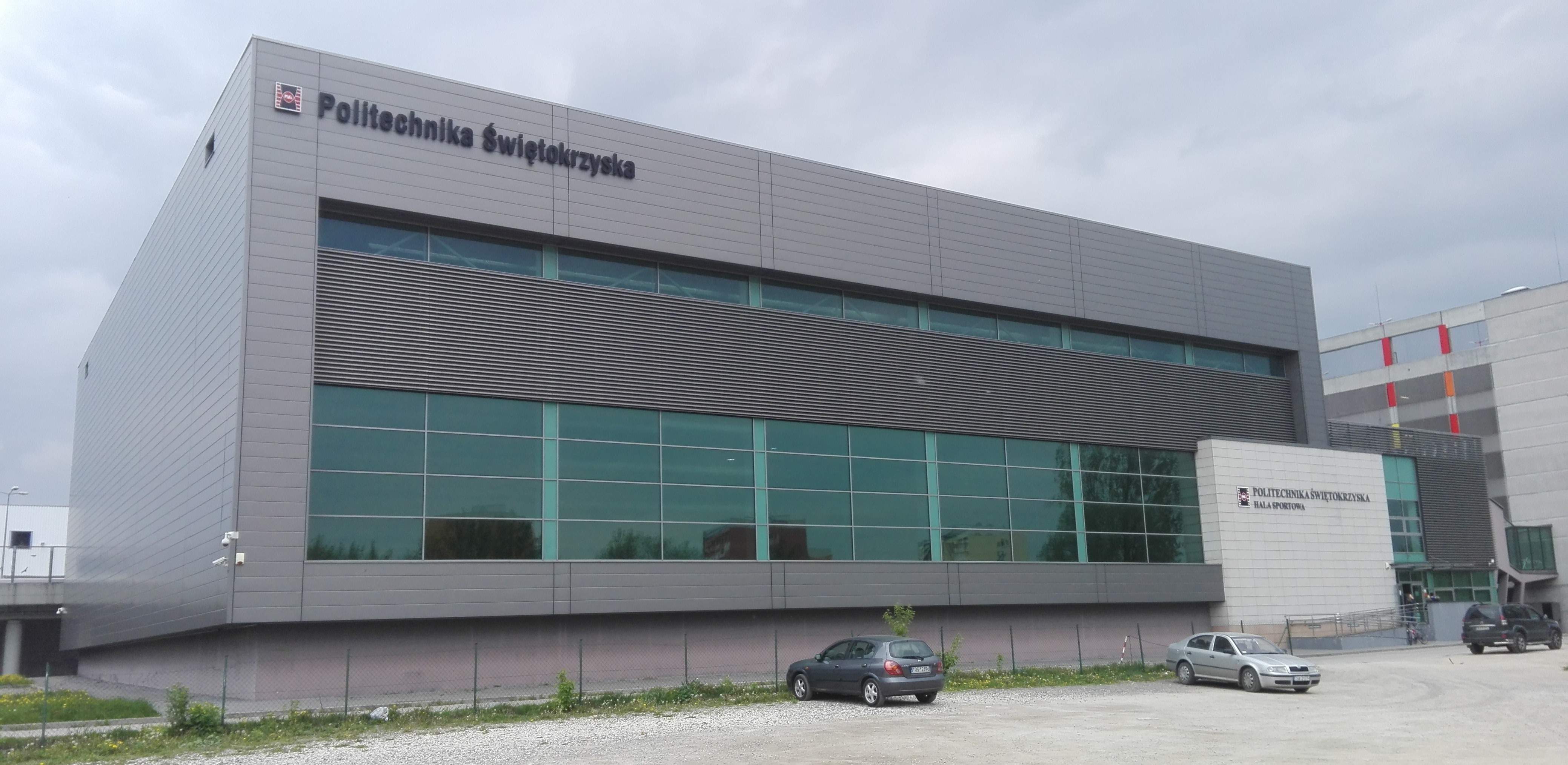
Hala sportowa Politechniki Świętokrzyskiej

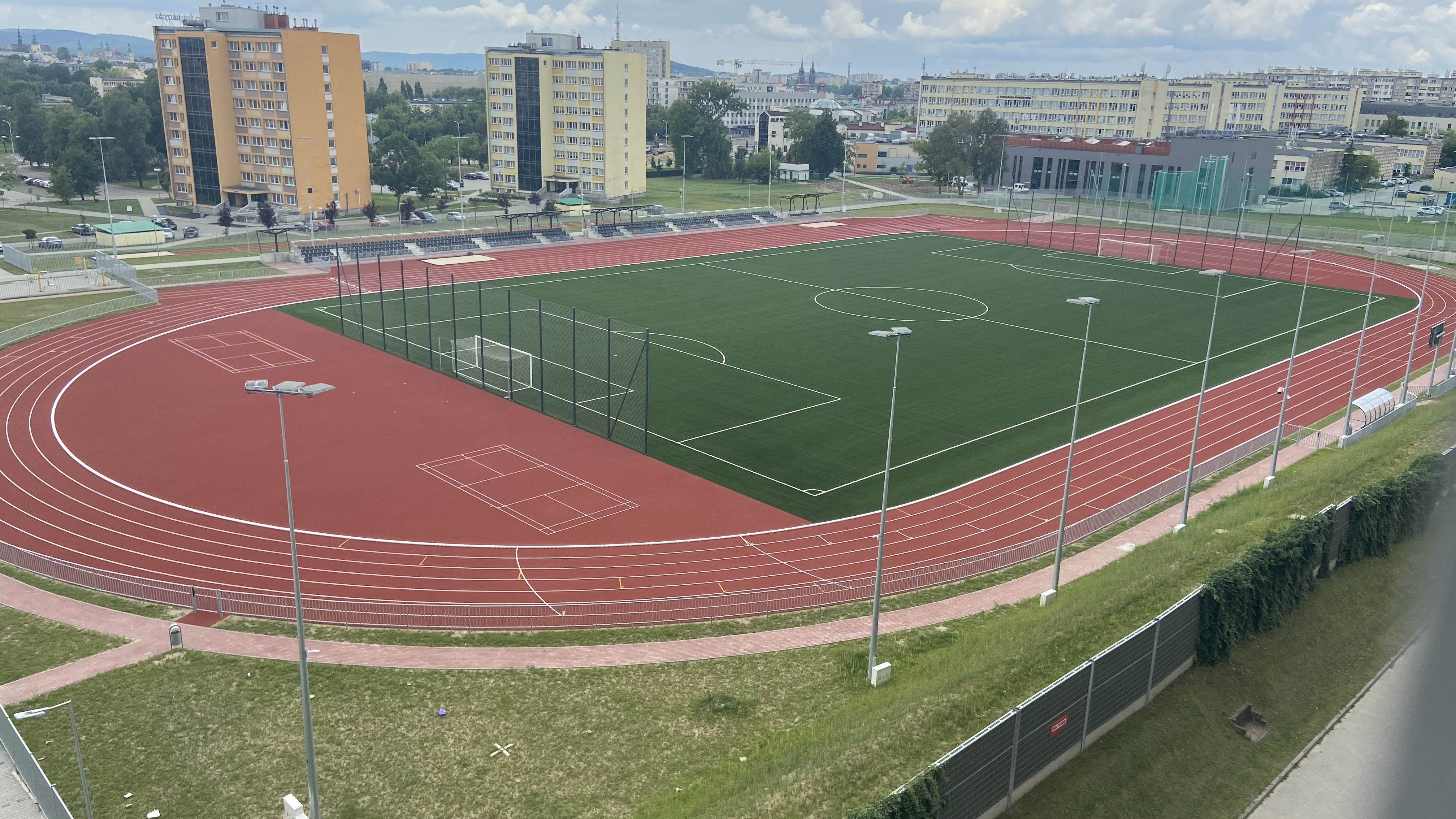
Kompleks sportowy oddany w 2021 roku – widok z parkingu Galerii Echo

Według stanu z 30 listopada 2014 na Politechnice Świętokrzyskiej studiowało 9732 osób, w tym 3495 kobiet (35,9%). Na studiach stacjonarnych zapisanych było 6951 osób, zaś na niestacjonarnych – 2889. Naukę na pierwszym roku studiów prowadziło 2242 studentów. W roku akademickim 2013/2014 Politechnikę Świętokrzyską ukończyło 2402 absolwentów, z czego 1341 na studiach pierwszego stopnia z tytułem inżyniera, 168 na studiach pierwszego stopnia z tytułem licencjata oraz 893 na studiach drugiego stopnia. Według stanu z 30 listopada 2016 na PŚk studiowało 7645 osób, w tym 2527 kobiet (33,1%).
Na Politechnice Świętokrzyskiej działa 35 naukowych kół studenckich (stan na listopad 2018). Klub „Pod Krechą” organizuje dla studentów m.in.: koncerty, występy kabaretowe, wieczory literackie, dyskoteki, kursy tańca towarzyskiego, bale andrzejkowe i sylwestrowe. Studenci uczelni organizują od 2001 Kielecki Ogląd Kabaretów Studenckich (KOKS; wcześniej Kielecki Ogląd Kabaretów Startujących). Od grudnia 1998 istnieje chór Politechniki Świętokrzyskiej, natomiast od 1997 biuro karier.
Politechnika Świętokrzyska zaczęła w 2010 organizować ogólnopolski konkurs „Student-Wynalazca” przeznaczony dla studentów i doktorantów, którzy są twórcami wynalazku, wzoru użytkowego bądź przemysłowego chronionego prawem wyłącznym lub zgłoszonego do ochrony w Urzędzie Patentowym Rzeczypospolitej Polskiej lub odpowiednim urzędzie do spraw własności przemysłowej za granicą. We wrześniu 2014 grupa studentów i doktorantów PŚk zajęła 2. miejsce w międzynarodowym konkursie łazików marsjańskich European Rover Challenge w Podzamczu k. Chęcin. W 2015 zespół PŚk zajął w tych zawodach 5. pozycję, a w 2016 uplasował się na 2. miejscu. W 2018 drużyna PŚk zajęła 3. pozycję w zawodach University Rover Challenge oraz wygrała konkurs European Rover Challenge, który odbył się w Starachowicach. Zwycięski projekt został oficjalnym łazikiem misji analogowej AMADEE-2020, która zorganizowana zostanie przez Austriackie Forum Kosmiczne na pustyni w Omanie w 2020.
Uczelnia dysponuje wybudowaną w latach 2009–2010 halą sportową, będącą siedzibą Centrum Sportu Politechniki Świętokrzyskiej. Powstało ono w 2010 w wyniku przekształcenia istniejącego od lat 60. Studium Wychowania Fizycznego i Sportu. Jego zadaniem, oprócz prowadzenia zajęć dydaktycznych z wychowania fizycznego i organizacji imprez sportowo-rekreacyjnych, jest wspieranie założonego w 1968 Klubu Uczelnianego AZS PŚk. Prowadzi on kilkanaście sekcji sportowych. Piłkarze ręczni przystąpili w 2010 do rozgrywek II ligi (grupa 4). W sezonie 2015/2016, wygrywając 16 z 20 meczów, zajęli w niej 3. miejsce. Koszykarze w sezonie 2016/2017 występowali w II lidze, w której odnieśli jedno zwycięstwo i ponieśli 25 porażek. Największym osiągnięciem piłkarzy nożnych była gra w V lidze w latach 2003–2005.
28 czerwca 2021 roku otwarto nowy kompleks sportowy Politechniki, w którego skład wchodzą m.in.: pełnowymiarowe boisko do piłki nożnej, sześciotorowa bieżnia otaczająca boisko o długości 400 metrów, bieżnia ośmiotorowa o długości 130 metrów, rzutnie do rzutu młotem, oszczepem, dyskiem i kulą oraz skocznie do skoku wzwyż, w dal i o tyczce. Inwestycja kosztowała 18 mln zł.

## Rektorzy

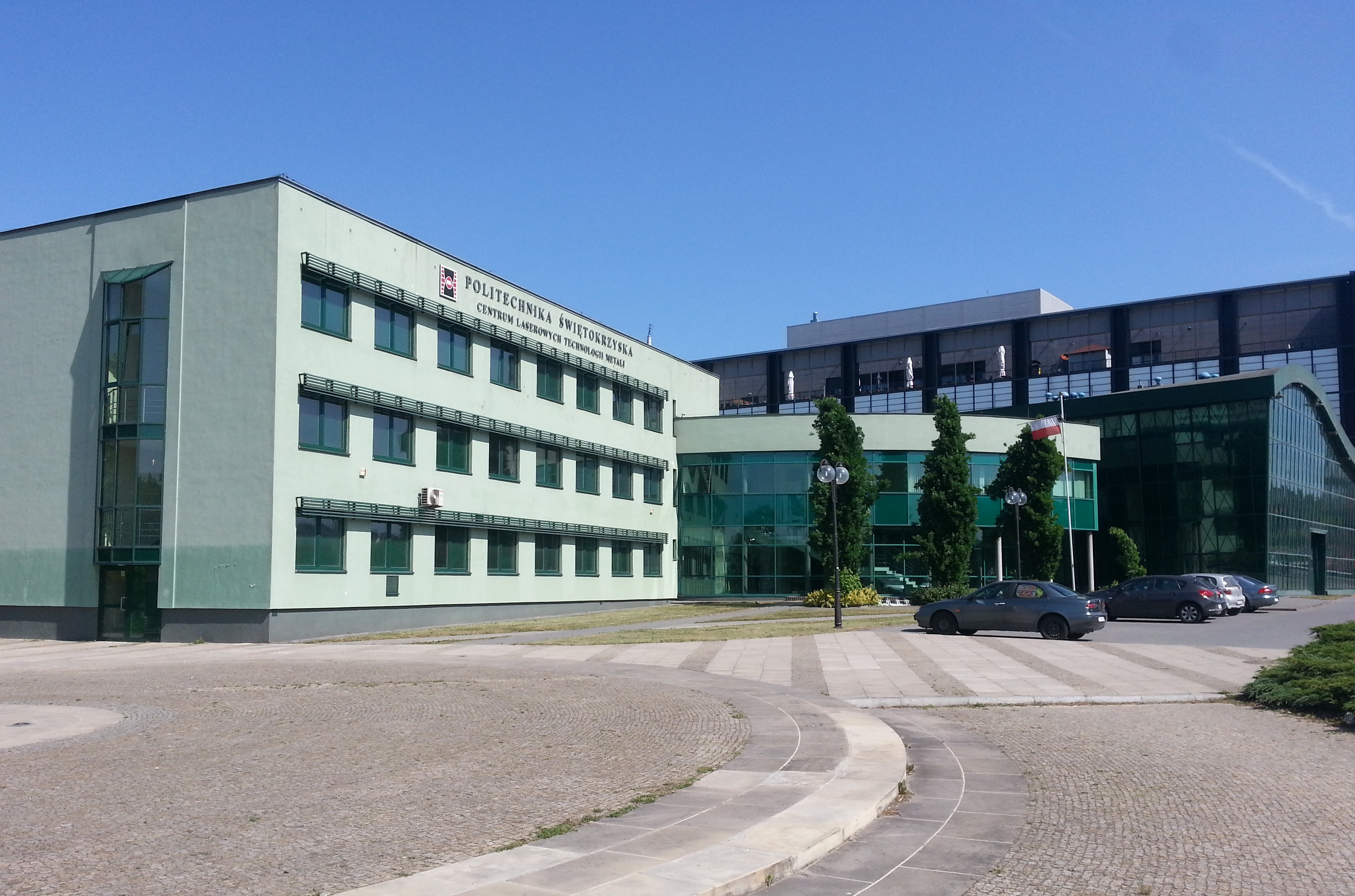
Centrum Laserowych Technologii Metali nosi imię prof. Henryka Frąckiewicza – rektora uczelni

| Lp.                                                  | Lata      | Imię i nazwisko            |
| ---------------------------------------------------- | --------- | -------------------------- |
| 1.                                                   | 1965–1970 | prof. Bronisław Ślusarczyk |
| 2.                                                   | 1970–1975 | prof. Henryk Frąckiewicz   |
| 3.                                                   | 1975–1978 | prof. Michał Hebda         |
| 4.                                                   | 1978–1981 | prof. Krzysztof Piwowarski |
| 5.                                                   | 1981–1984 | prof. Ryszard Sobociński   |
| 6.                                                   | 1984–1990 | prof. Zbigniew Kowal       |
| 7.                                                   | 1990–1996 | prof. Andrzej Neimitz      |
| 8.                                                   | 1996–1999 | prof. Henryk Frąckiewicz   |
| 9.                                                   | 2000–2008 | prof. Wiesław Trąmpczyński |
| 10.                                                  | 2008–2016 | prof. Stanisław Adamczak   |
| 11.                                                  | 2016–2020 | prof. Wiesław Trąmpczyński |
| 12.                                                  | od 2020   | prof. Zbigniew Koruba      |
| Źródło: Rektorzy. tu.kielce.pl. [dostęp 2020-10-01]. |           |                            |

## Doktorzy honoris causa
Politechnika Świętokrzyska przyznała tytuł honorowy doktor honoris causa 21 naukowcom, w tym trzem cudzoziemcom:
- 1. prof. Wojciech Szczepiński (6 marca 2002)
- 2. prof. Jan Wojciech Osiecki (8 grudnia 2004)
- 3. prof. Peter Herbert Osanna (26 września 2007)
- 4. prof. Henryk Tunia (28 maja 2008)
- 5. prof. Antonín Víteček (17 czerwca 2009)
- 6. prof. Wołodimir A. Marcinkowski (28 kwietnia 2010)
- 7. prof. Andrzej Radowicz (6 lipca 2011)
- 8. prof. Jerzy Buzek (11 maja 2012)
- 9. prof. Zbigniew Engel (28 czerwca 2012)
- 10. prof. Władysław Włosiński (12 czerwca 2013)
- 11. prof. Antoni Tajduś (4 grudnia 2013)
- 12. prof. Wojciech Radomski (10 kwietnia 2014)
- 13. prof. Krzysztof Kluszczyński (11 lutego 2015)
- 14. prof. Wiesław Olszak (24 września 2015)
- 15. prof. Kazimierz Flaga (24 lutego 2016)
- 16. prof. Janusz Kowal (22 czerwca 2016)
- 17. prof. Andrzej Neimitz (23 października 2017)
- 18. prof. Kazimierz Furtak (6 marca 2019)
- 19. prof. Jan Awrejcewicz (20 marca 2019)
- 20. prof. Andrzej Demenko (13 listopada 2019)
- 21. prof. Lech Czarnecki (1 lipca 2020)